# Uranyle
Cet article concerne le cation UO2+
2. Pour le composé neutre UO2, voir Dioxyde d'uranium.
L'ion uranyle est le cation de formule UO22+ dans lequel l'uranium est à son état d'oxydation +6. Cet oxycation forme des sels avec les acides. C'est la forme la plus fréquente de l'uranium dans sa chimie en solution aqueuse. Les composés solides d'uranyle sont souvent colorés en vert, jaune, orange ou rouge.
Comme tous les composés de l'uranium, les sels d'uranyle sont toxiques et leur toxicité est augmentée par le fait qu'ils sont plus facilement assimilables par l'organisme que d'autres formes de l'uranyle.
On les trouve dans les couches oxydées de minerais d'uranium. Ce sont par exemple la tyuyamunite Ca(UO2)2V2O8 • 8 H2O, l'autunite Ca(UO2)2(PO4)2 • 8-12 H2O, la torbernite Cu(UO2)2(PO4)2 • 8-12 H2O et l'uranophane Ca(UO2)2(SiO3OH)2 • 5 H2O.

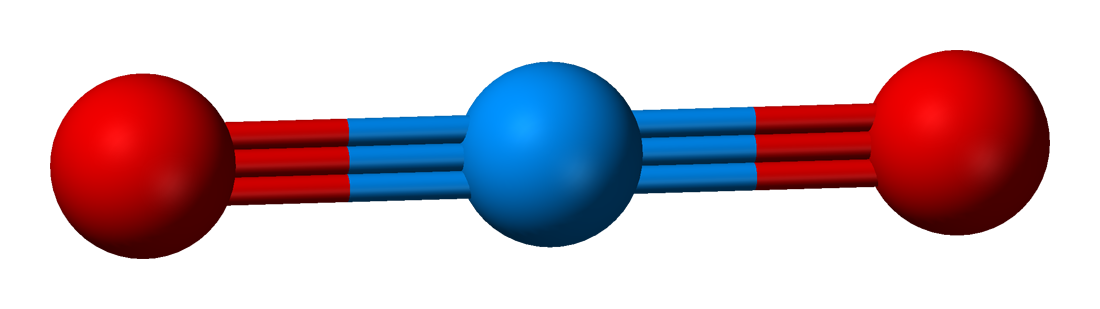
Modèle de l'ion UO2^{2+}

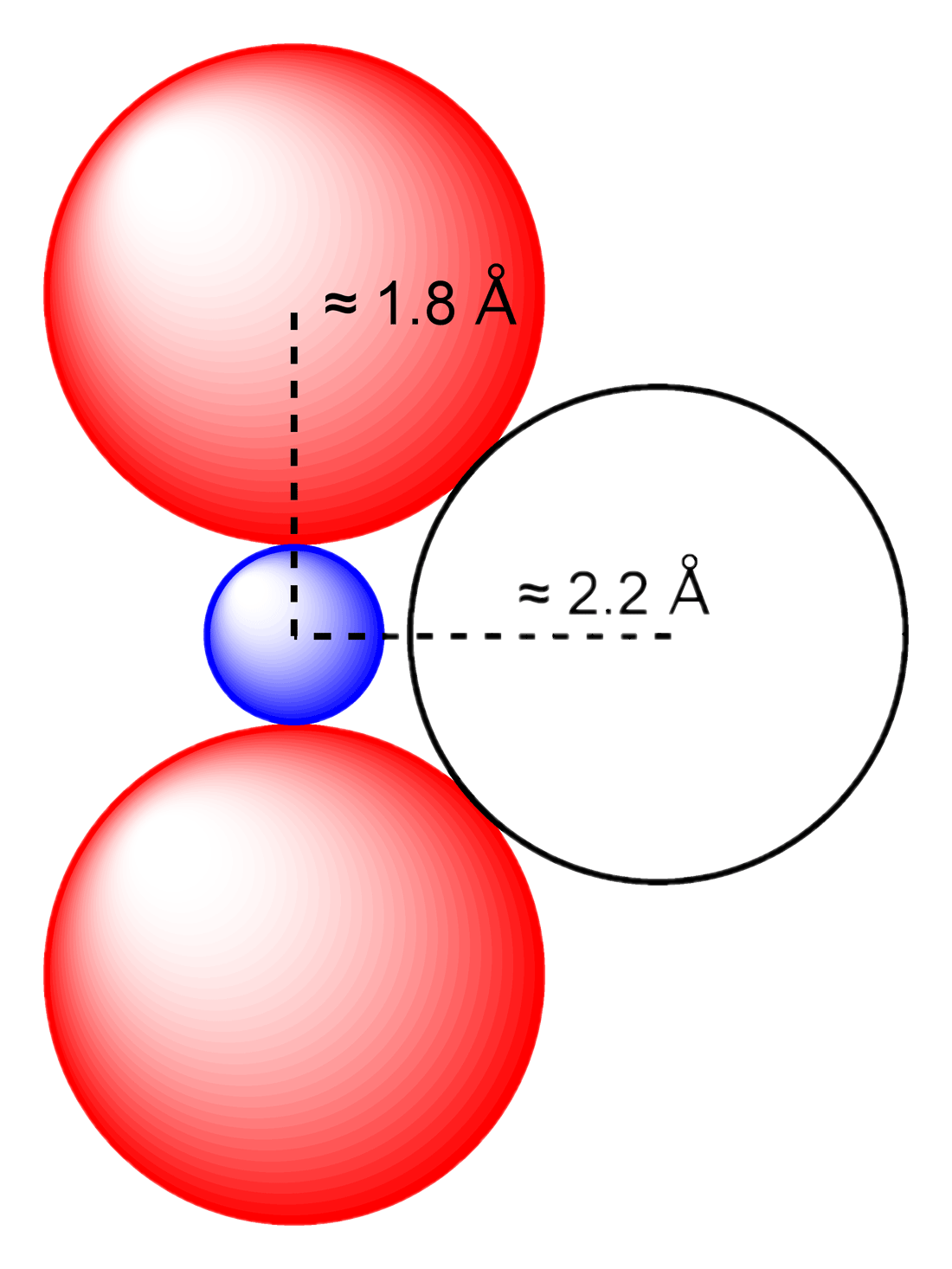
Diagramme d'un ion uranyle. La formation de deux liaisons U-O courtes bloque l'approche d'un troisième atome d'oxygène

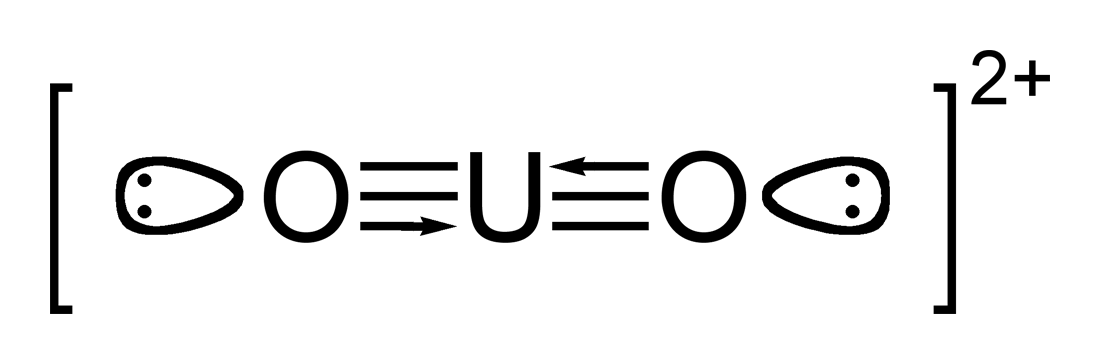
L'ion uranyle, détaillant les liaisons U-O

## Structure
La géométrie de l'ion uranyle a été largement débattue. La liaison U-O courte (170 à 190 pm) des deux atomes d'oxygène autour de l'atome d'uranium empêche l'établissement d'une autre liaison U-O de même type.

## Exemples de composés d'uranyle
- Acétate d'uranyle UO2(CH3-COO)2
- Acétate mixte d'uranyle et de zinc, ZnUO2(CH3-COO)4
- Carbonate d'uranyle UO2CO3
- Carbonate mixte d'ammonium et d'uranyle UO2CO3•2(NH4)2CO3
- Chlorure d'uranyle, UO2Cl2
- Hydroxyde d'uranyle, UO2(OH)2 ou encore (UO2)2(OH)2 en solution aqueuse
- Nitrate d'uranyle, UO2(NO3)2
- Sulfate d'uranyle, UO2SO4
- Tétraoxyde d'uranium UO4
- Trioxyde d'uranium UO3

## Dangerosité
Le nitrate d'uranyle est un composé oxydant et très toxique lorsqu'il est ingéré : il provoque une insuffisance rénale sévère accompagnée d'une nécrose des tubules dans le néphron, et se comporte comme un mitogène des lymphocytes.
Les organes cibles sont principalement les reins, le foie, les poumons et le cerveau. L'ion uranyle s'accumule dans les tissus, y compris dans les gonocytes, provoquant des maladies congénitales ainsi que des désordes du système immunitaire en attaquant les leucocytes.
Les composés d'uranyle sont également des neurotoxines.

## Combustion de l'uranium
A l'air libre, la combustion de tout composé d'uranium conduit à la formation de composés d'uranyle. Lors des études sanitaires consécutives à la guerre du Golfe de 1991, des contaminations aux ions uranyle ont été relevées à proximité des impacts de projectiles à pénétrateurs en uranium appauvri.